# Le Premier Baiser
Pour plus de détails, voir Fiche technique et Distribution.
Le Premier Baiser (titre original : Der erste Kuß) est un film germano-autrichien réalisé par Erik Ode sorti en 1954.

## Synopsis
Les jumelles Helga et Gretel, âgées de 16 ans, vivent à Salzbourg, chez leur grand-mère et leur père, le docteur Escher, médecin-conseil. Helga, enthousiaste, va toujours à l'école, tandis que Gretel, pratique, travaille déjà chez le dentiste. Bien sûr, elle se moquent du fait qu'elles se ressemblent.
Lors d'un voyage scolaire qu'Helga fait avec sa classe, elle se tord la cheville à cause de la bêtise d'un camarade de classe. Heureusement, une jeep arrive d'un aérodrome voisin et ramène Helga en ville. Le chauffeur, Paul Merleth, est un jeune mécanicien de bord qui vient de se brouiller avec sa fiancée Ilse. La raison principale est qu'il doit rejoindre l'entreprise d'antiquités munichoise, établie de longue date et florissante, de son père, mais il préfèrerait rester dans l'aviation. Comme chacun veut faire ce qu'il veut, une rupture se produit. Avec son attitude confiante et détendue, il laisse une forte impression à Helga lors du voyage à Salzbourg. Il est complètement différent des lycéens de cours de danse avec qui elle flirtait parfois. Lorsque son pied guérit, elle montre à Paul les sites touristiques de sa ville natale en signe de gratitude. Ils veulent tous deux sceller leur amitié avec un verre de vin dans la forteresse au crépuscule. La fraternité se confirme bien sûr par un baiser et ce premier baiser ne semble pas aussi fraternel à Helga qu'il était prévu.
Quelques jours plus tard, Helga ne peut pas respecter le rendez-vous qu'elle avait pris avec Paul et demande à sa sœur de lui en parler. Paul, qui n'a aucune idée de l'existence de la sœur jumelle, pense naturellement qu'il regarde Helga et Gretel le laisse volontiers croire. Bien sûr, Paul est surpris que la fille soit soudainement beaucoup plus détendue et excitée que d'habitude, mais il aime vraiment ça aussi. Cependant, Gretel n'en parle pas à sa sœur. C'est probablement la première fois que les sœurs jumelles se cachent des secrets. Mais dans une si petite ville, rien ne reste longtemps caché et le grand bruit ne peut plus être évité. Seule Gretel continue désormais de rencontrer Paul. Au cours des réunions, il parle de plus en plus souvent de sa fiancée à Munich et des causes de la dispute. Gretel réalise douloureusement que la rupture entre les deux n'est pas définitive et que Paul aime toujours sa fiancée.
Un jour, les habitants de Salzbourg regardent un avion en feu survoler la ville. Le pilote parvient de justesse à éviter les zones habitées et l'équipage parvient à sauter au dernier moment, peu avant l'explosion. Lorsque les jumelles entendent parler des pilotes blessés, ils soupçonnent immédiatement que Paul pourrait également être parmi eux. Les deux filles se retrouvent liées par leur peur mutuelle pour leur petit ami. Gretel raconte à Helga l'histoire de la fiancée et que Paul est toujours amoureux d'elle. Ils décident tous les deux d'aller ensemble à Munich, de parler à Ilse de l'accident et du fait que Paul a un besoin urgent d'elle.

## Fiche technique
- Titre : Le Premier Baiser
- Autre titre : Premières Amours (Belgique[1])
- Titre original : Der erste Kuß
- Réalisation : Erik Ode
- Scénario : Juliane Kay, Aldo von Pinelli (de)
- Musique : Peter Kreuder
- Direction artistique : Gustav Abel
- Photographie : Richard Angst
- Montage : Herma Sandtner
- Producteur : Eduard Hoesch (de)
- Société de production : Melodie-Film, Donau-Filmproduktion
- Société de distribution : Herzog-Filmverleih
- Pays d'origine :  Allemagne de l'Ouest,  Autriche
- Langue : allemand
- Format : Noir et blanc - 1,33:1 - Mono - 35 mm
- Genre : Comédie romantique
- Durée : 95 minutes
- Dates de sortie :
  - Allemagne de l'Ouest : 20 juillet 1954.
  - Autriche : 27 août 1954.
  - France : 1er juillet 1955[1].
  - Belgique : 30 septembre 1955.

## Distribution
- Isa Günther : Helga
- Jutta Günther : Gretel
- Hans Nielsen : Dr Franz Escher, le père
- Adrienne Gessner: Omi Ida, la grand-mère
- Erich Auer : Paul Merleth
- Hanna Rucker (de) : Ilse Dirks
- Johannes van Hamme : le père d'Ilse
- Margit Cargill : Inge Böhm
- Gisela Urbain : Lilli von Kühnemann
- Alexander von Richthofen : Walter Beck
- Peter Vogel : Mathias Dammerl
- Rudolf Vogel : Oberbitzler
- Alexander von Richthofen, Rudolf Lenz (de), Sepp Rist, Rolf Olsen, Lotte Neumayer, Elisabeth Karlan, Richard Tomaselli, Günther Bauer, Alfred Neugebauer (de), Peter-Timm Schaufuß (de)

## Production
Le film est produit au studio Salzbourg-Parsch. Les prises de vue extérieures sont à Salzbourg et dans ses environs.